# Mala Gente
"Mala Gente" utwór stworzony i wykonywany przez kolumbijskiego muzyka Juanesa, pochodzący z drugiego albumu Un Día Normal. Produkcją singla zajął się Gustavo Santaolalla.
Piosenka zdobyła Latin Grammy Awards w kategorii Najlepsza Piosenka Rockowa w 2003 roku.

## Lista utworów
1. "Mala Gente" - 3:16